# 布拉霍達蒂夫卡 (赫爾松州)
47°10′35″N 33°0′30″E / 47.17639°N 33.00833°E
布拉霍達蒂夫卡（羅馬化：Blahodativka）是位於烏克蘭南部赫爾松州別里斯拉夫區卡利尼夫斯凱市鎮的村莊。該村始建於1946年，面積1.05平方公里，海拔高度8米，2001年人口349，人口密度每平方公里331.8人。
2022年3月，當地被俄羅斯佔領。2022年9月9日，當地被烏克蘭軍隊收復。